# Crăciunul cu familia Krank
Crăciunul cu familia Krank (titlu original Christmas with the Kranks) este un film de Crăciun din 2004 regizat de Joe Roth. Tim Allen și Jamie Lee Curtis apar în rolurile principale. Scenariul este realizat de Chris Columbus pe baza romanului din 2001 Skipping Christmas de John Grisham.

## Prezentare
Un cuplu decide să sară peste sărbătoarea Crăciunului pentru a salva bani pentru un concediu în Caraibe, stârnind indignarea vecinilor. Când fata lor se întoarce acasă cu iubitul ei pentru a petrece Crăciunul cu părinții ei, aceștia apelează tot la vecini pentru a-i ajuta în organizarea unui Crăciun perfect.

## Distribuție
- Tim Allen - Luther Krank
- Jamie Lee Curtis - Nora, Luther's wife
- Julie Gonzalo - Blair Krank, fiica familiei Krank
- Dan Aykroyd - Vic Frohmeyer, vecinul familiei Kranks
- M. Emmet Walsh - Walt Scheel,
- Elizabeth Franz - Bev Scheel, soția lui Walt
- Erik Per Sullivan - Spike Frohmeyer, copilul lui Vic
- Cheech Marin - Officer Salino, a minor character who drives Blair home.
- Jake Busey - Officer Treen, Salino's partner.
- Austin Pendleton - Marty, an umbrella salesman who is actually Santa Claus.
- Tom Poston - Father Zabriskie, a priest.
- Kim Rhodes- Julie, Luther's employee.
- Arden Myrin- Daisy
- René Lavan - Enrique Decardenal, Blair's fiance.
- Patrick Breen - Aubie, a stationier
- Caroline Rhea - Candi, a friend of Nora's
- Felicity Huffman - Merry, a friend of Nora's.
- Alethea McGrath - bătrână (nemenționată)
- Kevin Chamberlin - Duke Scanlon, a Boy Scout leader
- Jerry Seinfeld - rolul său
- Joey Bonzo - Himself
- Mike Stienfield - Hobo/toy producer/evil robot
- Dyrone Tonk - Weightlifter